# Juice (filme)
Juice é um filme estadunidense do gênero drama criminal lançado em 1992. O longa foi dirigido por Ernest R. Dickerson e escrito por Gerard Brown e pelo próprio Dickerson. É estrelado por Omar Epps, Jermaine Hopkins, Khalil Kain e Tupac Shakur. O filme conta as vidas de quatro jovens que crescem no Harlem. E se concentra nas atividades do dia-a-dia na vida dos jovens e nas lutas que esses jovens enfrentam todos os dias, como o assédio policial, a violência das gangues e suas famílias. O filme é a estreia escrita e direcionada de Dickerson, e apresenta Shakur em sua estreia como ator.
O filme foi filmado em Nova York, principalmente na área do Harlem, em 1991.

## Sinopse
Bishop (Tupac Shakur), Q (Omar Epps), Raheem (Khalil Kain) e Steel (Jermaine 'Huggy' Hopkins) são quatro amigos que crescem juntos no Harlem. Eles faltam regularmente a escola, passando seus dias em um arcade do bairro e também em uma loja de discos onde roubam LPs para os interesses de DJ de Q. Geralmente, eles são assediados diariamente pela polícia ou por uma gangue porto-riquenha liderada por Radames (Vincent Laresca).
Com todo o tormento que ele e seus amigos sofrem, Bishop decide que o grupo deve continuar fazendo coisas maiores para ganhar o respeito. No entanto, Q não tem certeza se quer se envolver em uma vida de crime. Em uma noite de sábado, sob a perseverança de Bishop, os amigos decidem roubar uma loja de conveniência local para ensinar ao dono, Fernando Quiles, uma lição. No começo, Q hesita em participar do assalto, sem saber se será bem sucedido. Ele também teme que isso afete suas chances de participar de uma competição de DJ em que ele desejava competir por anos. Depois de ser pressionado por seus colegas, ele decide ajudar no crime. Durante o assalto, Bishop atira no dono da loja, matando-o.
Depois de fugir da cena do crime, os quatro jovens se reúnem em um prédio abandonado onde eles discutem os acontecimentos da noite. Q, Raheem e Steel ficam bravos com Bishop por matar o dono da loja (Sr. Quiles), e Raheem exige que Bishop lhe dê a arma. Bishop resiste, e uma luta começa entre os dois, e Bishop atira em Raheem que morre. Em pânico, Bishop, Q e Steel fogem para outro prédio abandonado, onde Bishop ameaça matar Q e Steel se revelarem a alguém que ele assassinou Raheem.
Q e Steel percebem que Bishop está começando a ficar viciado na emoção de matar. Eles concordam em dar a Bishop o menor espaço possível. No entanto, ao assistir ao funeral de Raheem, os dois ficam surpresos ao ver Bishop lá. Bishop chega a abraçar a mãe de Raheem e promete encontrar seu assassino. Q e Steel são geralmente capazes de evitar Bishop, mas ele os encontra e os confronta um a um, questionando sua lealdade.
Depois de uma briga, Bishop mata Radames. A fim de cobrir seus crimes, ele começa a culpar Q pelos assassinatos de Quiles, Raheem e Radames. Com medo de Bishop, Q compra uma arma para sua própria proteção. Enquanto isso, Bishop confronta Steel em um beco, acusando-o de deslealdade e atira contra ele. No entanto, Steel sobrevive ao ataque e é levado às pressas para o hospital, onde informa a namorada de Q, Yolanda (Cindy Herron), que ele foi alvejado por Bishop. Com a tensão e os problemas trazidos sobre ele, Q joga sua arma no rio e decide confrontar Bishop desarmado. Q e Bishop se encontram e começa uma luta entre os dois e posteriormente uma perseguição.
Q é baleado uma vez no braço durante a perseguição e, posteriormente, é perseguido em um prédio onde uma festa está acontecendo. Bishop atira em um grupo de festeiros na tentativa de acertar Q, mas Q se escapa ileso. Q desarma Bishop enquanto ele está distraído, e Bishop sai da cena com Q seguindo-o. Q finalmente encontra Bishop no telhado de um prédio, e os dois se envolvem em um confronto físico. Bishop cai do prêdio, mas é pego por Q. Bishop implora para Q não o deixe cair, mas Q eventualmente perde seu controle, e Bishop cai e morre.
Quando Q está deixando o telhado, uma multidão se reúne para ver o que aconteceu. Uma das pessoas na multidão se transforma em Q e diz: "Você, agora você tem o respeito, cara". Q se vira para olhar para ele, sacode a cabeça com desgosto e se afasta. O filme termina com um clipe de flashback dos quatro amigos juntos em momentos mais felizes, quando Bishop grita: "Wrecking Crew!"

## Elenco
- Omar Epps como Quincy "Q" Powell
- Tupac Shakur como Roland Bishop
- Khalil Kain como Raheem Porter
- Jermaine Hopkins como Eric "Steel" Thurman
- Cindy Herron como Yolanda
- Vincent Laresca como Radames
- Samuel L. Jackson como Trip
- George O. Gore II como Brian irmão de Q
- Grace Garland como mãe de Q
- Queen Latifah como Ruffhouse MC
- Oran "Juice" Jones como Snappy Nappy Dugout

## Produção
O filme foi filmado em 1991. Daryl Mitchell, Treach, Money-B e Donald Faison fizeram uma audição para o papel de Roland Bishop, mas nenhum deles foi considerado certo para o papel. Tupac Shakur acompanhou Money-B para a audição e pediu ao produtor Neal H. Moritz para ler. Ele recebeu 15 minutos para ensaiar antes de sua audição e, finalmente, obteve o papel de Roland Bishop.

## Recepção
O filme recebeu críticas positivas. Rotten Tomatoes dá ao filme uma classificação de aprovação de 83% com base em 18 avaliações. Roger Ebert deu ao filme três de quatro estrelas, elogiando o filme como "uma dessas histórias com a qualidade de um pesadelo, em que os jovens tolos tentam se machucar até ficarem presos em uma situação violenta que mudará suas vidas para sempre". Entertainment Weekly deu ao filme uma classificação "B", com base em como ele retrata quatro personagens jovens que tentam obter o autocontrole completo sobre seus arredores.